# A19 (Frankrijk)
De A19 is een autosnelweg gelegen in Frankrijk die de snelweg A5 bij Sens met de A10 bij Artenay verbindt. Deze snelweg heeft een lengte van ongeveer 131 kilometer en er wordt tol geheven door de beheerder APRR. De weg is in zijn geheel in 2009 voltooid.

## Traject A6-A10
In 2009 kwam het stuk snelweg tussen de A6 bij Courtenay en de A10 bij Artenay gereed. Sindsdien is er een goed alternatief om van het noordoosten van Frankrijk naar steden zoals Orléans en Tours te rijden, zonder hiervoor langs Parijs te moeten rijden.